# CFA 프랑

사용 지역:
서아프리카 CFA 프랑
중앙아프리카 CFA 프랑

CFA 프랑(프랑스어: franc CFA, IPA: [fʁɑ̃ seɛfɑ], 또는 구어체로 franc)은 12개의 옛 프랑스 지배 아프리카 나라뿐만 아니라 기니비사우(전 포르투갈 식민지)와 적도 기니(전 스페인 식민지)의 통화이다. 중앙아프리카 CFA 프랑의 ISO 4217 부호는 XAF 이고, 서아프리카 CFA 프랑은 XOF이다.
CFA 프랑은 유로에 대해 고정 환율제를 적용하고 있다: 100 CFA 프랑 = 1 프랑스 신 프랑 = 0.152449 유로; 또는 1 유로 = 655.957 CFA 프랑.
비록 중앙아프리카 CFA 프랑과 서아프리카 CFA 프랑이 다른 통화에 대해 같은 화폐 가치를 가지고 있지만, 서아프리카 CFA 프랑의 동전과 지폐는 중앙아프리카 CFA 프랑을 사용하는 국가에서는 통용되지 않고, 그 반대 역시 마찬가지이다.

## 명칭
1945년부터 1958년까지, CFA는 “아프리카의 프랑스 식민지”(Colonies françaises d'Afrique)라는 의미였으나, 1958년의 프랑스 제5공화국의 설립 때부터 1960년대의 CFA 프랑을 사용하는 아프리카 국가들이 독립하는 때까지는 “아프리카의 프랑스 공동체”(Communauté française d'Afrique) 또는 아프리카 금융 공동체(Communauté financière africaine)의 의미를 띠게 되었다. 그때부터 아프리카 국가들의 독립까지 CFA는 두 가지 의미를 가지게 되었다.

## 역사

### 제작
CFA 프랑은 1945년 12월 26일에 CFP 프랑과 함께 만들어졌다. 이것이 만들어지게 된 이유는 제2차 세계대전 직후의 프랑스 프랑의 약세 때문이었다. 1945년 12월에 프랑스가 브레튼우즈 체제를 비준하였을 때, 프랑스 프랑은 미국 달러에 대해 고정 환율제를 실시하기 위해 평가 절하되었다. 프랑스 식민지에서 이 강력한 평가절하를 대체하기 위해 새로운 통화들이 만들어졌다. 프랑스 재무장관인 르네 프레벤은 이렇게 말하였다:
"In a show of her generosity and selflessness, metropolitan France, wishing not to impose on her far-away daughters the consequences of her own poverty, is setting different exchange rates for their currency."

### 환율
CFA 프랑은 프랑스 프랑에 대한 고정환율을 적용하여 만들어졌다. 이 환율은 1948년과 1994년에 단 두번 바뀌었다.
환율:
- 1945년 12월 26일부터 1948년 10월 16일 – 1 CFA 프랑 = 1.70 프랑스 프랑. 0.70 프랑스 프랑의 프리미엄은 CFA 프랑이 아프리카의 프랑스 식민지에서의 1945년 12월의 평가절하를 대체하기 위해 만들어진 것에 따른 결과이다. (1945년 12월 이전에는 그 지역의 1프랑은 1 프랑스 프랑의 가치를 가지고 있었다.)
- 1948년 10월 17일부터 1959년 12월 31일 – 1 CFA 프랑 = 2.00 프랑스 프랑. (CFA 프랑은 1948년 1월에 미국 달러에 대한 프랑스 프랑의 평가절하에 따라 같이 평가절하 되었다. 그러나 1948년 10월 18일에 프랑스 프랑은 다시 한번 평가절하되었고, 이 때에 CFA 프랑 역시 프랑스 프랑에 대한 가치조정이 이루어졌다. 1948년 10월 이후, CFA 프랑의 프랑스 프랑에 대한 가치조정은 발생하지 않았고, 그 후에 이어지는 모든 평가절하에 따라 같이 평가절하되었다.)
- 1960년 1월 1일부터 1994년 1월 11일 – 1 CFA 프랑 = 0.02 프랑스 프랑. (1960년 1월 1일에 프랑스 프랑의 가치조정이 있었고, 100 "구" 프랑이 1 "신"프랑으로 바뀌었다.)
- 1994년 1월 12일부터 1998년 12월 31일 – 1 CFA 프랑 = 0.01 프랑스 프랑. (아프리카의 수출을 돕기 위한 CFA 프랑의 뚜렷한 평가절하)
- 1999년 1월 1일부터 현재 – 100 CFA 프랑 = 0.152449 유로 또는 1 유로 = 655.957 CFA 프랑. (1999년 1월 1일부터 유로가 프랑스 프랑을 대체하게 되었다.(6.55957 프랑스 프랑 = 1 유로)

1960년과 1999년의 변화는 단지 프랑스 내에서의 용도 변화에 불과하다: CFA 프랑의 프랑스 프랑 또는 유로에 대한 비교 가치는 오직 1948년과 1994년에만 바뀌었다.
CFA 프랑의 가치는 너무 높다고 무척 비난을 받았는데, 이는 농산품을 쉽게 판매할 수 없는 농장주들의 비용에 비해 도시 엘리트들은 상품을 싸게 살 수 있다는 점에서 유리하다고 생각하는 많은 경제학자들에게 비난을 받았다. 1994년의 평가절하는 이러한 불균형을 줄이기 위한 시도였다.

### 사용 국가 및 지역
- 1949: 프랑스령 소말린랜드 (지부티) 탈퇴
- 1960: 기니 탈퇴
- 1962: 말리 탈퇴
- 1967: 레위니옹 프랑스 프랑의 탈퇴
- 1973: 마다가스카르 탈퇴 (다른 출처에 따르면 1972년)
- 1973: 모리타니 탈퇴
- 1974: 생피에르 미클롱 탈퇴
- 1984: 말리 재가입 (1 CFA 프랑 = 2 말리 프랑)
- 1985: 적도 기니 가입 (1 "프랑코" = 4 빕크웰)
- 1997: 기니비사우 가입 (1 프랑 = 65 페수)

### 유럽경제통화동맹
1998년에 유럽경제통화동맹의 예상대로, 유럽 각료이사회는 프랑스의 통화협정에서 CFA 지역과 코모로에게 규정을 지시하였다:
- 협정은 유로존의 통화정책과 환율 정책에 따른 물질적인 효과를 보진 않을 것이다.
- 현재의 구성과 국가의 이행정도를 볼 때, 협정은 순탄히 운영되는 유럽경제통화동맹에 어떠한 장애도 될 것 같진 않다.
- 협정의 내용 가운데 어떠한 것도 유럽 중앙은행에 대한 의무를 의미하거나, 다른 어떠한 중앙은행이 CFA프랑과 코모로 프랑의 태환성을 지지하는 의미로 해석되진 않을 것이다.
- 현재 존재하는 협정의 변경은 유럽 중앙은행이나 다른 국가의 중앙은행에 대한 의무로 이루어져선 안 된다.
- 프랑스 재무부는 유로와 CFA 프랑과 코모로 프랑간의 고정된 패리티 하에서의 자유로운 태환성을 보장할 것이다.
- 프랑스 당국은 유럽 위원회, 유럽 중앙은행, 경제 재정 위원회는 협정의 이행을 알려주고, 유로와 CFA 프랑과 코모로 프랑간의 패리티 가격의 변화에 앞서 위원회에 알린다는 걸 계속하기로 하였다.
- 협정의 본질이나 범위의 어떠한 변화든지 간에 유럽 위원회의 추천과 유럽 중앙은행의 자문을 기초로 한 유럽 각료이사회의 승인이 요구된다.

## 금융기관
엄밀히 말하자면, CFA 프랑이라고 불리는 통화는 서아프리카 CFA 프랑 (ISO 4217 통화 코드 XOF)과 중앙아프리카 CFA 프랑 (ISO 4217 통화 코드 XAF)의 두가지 종류가 존재하고 있다. 두 가지 통화는 프랑스에서는 CFA라는 약자로 통칭되고 있다. 이 두 CFA 프랑은 유로에 대해 같은 환율을 가지고 있다. (1 유로 = 655.957 XOF = 655.957 XAF) 그리고 두 가지 모두 프랑스 재무부에 의해 보장받고 있다. 그러나 서아프리카 CFA 프랑은 중앙아프리카 국가에서 사용할 수 없고, 중앙아프리카 CFA 프랑은 서아프리카 국가에서 사용할 수 없다.

### 서아프리카
서아프리카 CFA 프랑(XOF)은 프랑스어로는 프랑 CFA(Franc CFA)로 알려져 있는데, 여기서의 CFA는 아프리카의 재정 공동체(Communauté Financière d'Afrique)라는 의미이다. 서아프리카 CFA 프랑은 세네갈의 다카르에 위치한 서아프리카 중앙은행 (BECAO)에 의해 발행되고 서아프리카 경제통화동맹의 8개국에서 사용된다:
- 베냉
- 부르키나파소
- 코트디부아르
- 기니비사우
- 말리
- 니제르
- 세네갈
- 토고

### 중앙아프리카
중앙아프리카 CFA 프랑 (XAF) 은 프랑스어로는 역시 서아프리카 CFA 프랑과 마찬가지로 프랑 CFA(Franc CFA)로 알려져 있는데, 여기의 CFA는 중앙아프리카의 재정협동조합(Coopération Financière en Afrique centrale)이라는 의미이다. 중앙아프리카 CFA 프랑은 카메룬의 야운데에 위치한 중앙아프리카 은행 (BEAC)에 의해 발행되고, 중앙아프리카 경제통화공동체의 6개국에서 사용된다:
- 카메룬
- 중앙아프리카 공화국
- 차드
- 콩고 공화국
- 적도기니
- 가봉

1975년, 중앙아프리카 CFA 지폐는 앞면에는 각 참가국의 특징을 나타낸채로 발행되었고 뒷면에는 공통적인 도안을 표현하였는데, 이는 유로 동전과 사용되는 방식과 비슷한 방식이었다.
중앙아프리카 CFA 프랑을 사용하는 국가 가운데 유일한 스페인 식민지였던 적도기니는 1984년에 CFA 프랑을 도입하였다.

## 같이 보기
- 아프리카의 경제
- 코모로 프랑
- 유로와 관련된 통화
- CFP 프랑
- 프랑스 식민 제국

### 기타
- 마다가스카르 중앙 은행 보관됨 2018-10-29 - 웨이백 머신
- (프랑스어) Passé et Avenir du Franc C.F.A.
- The CFA franc zone and the EMU